# Топонимия Ивановской области

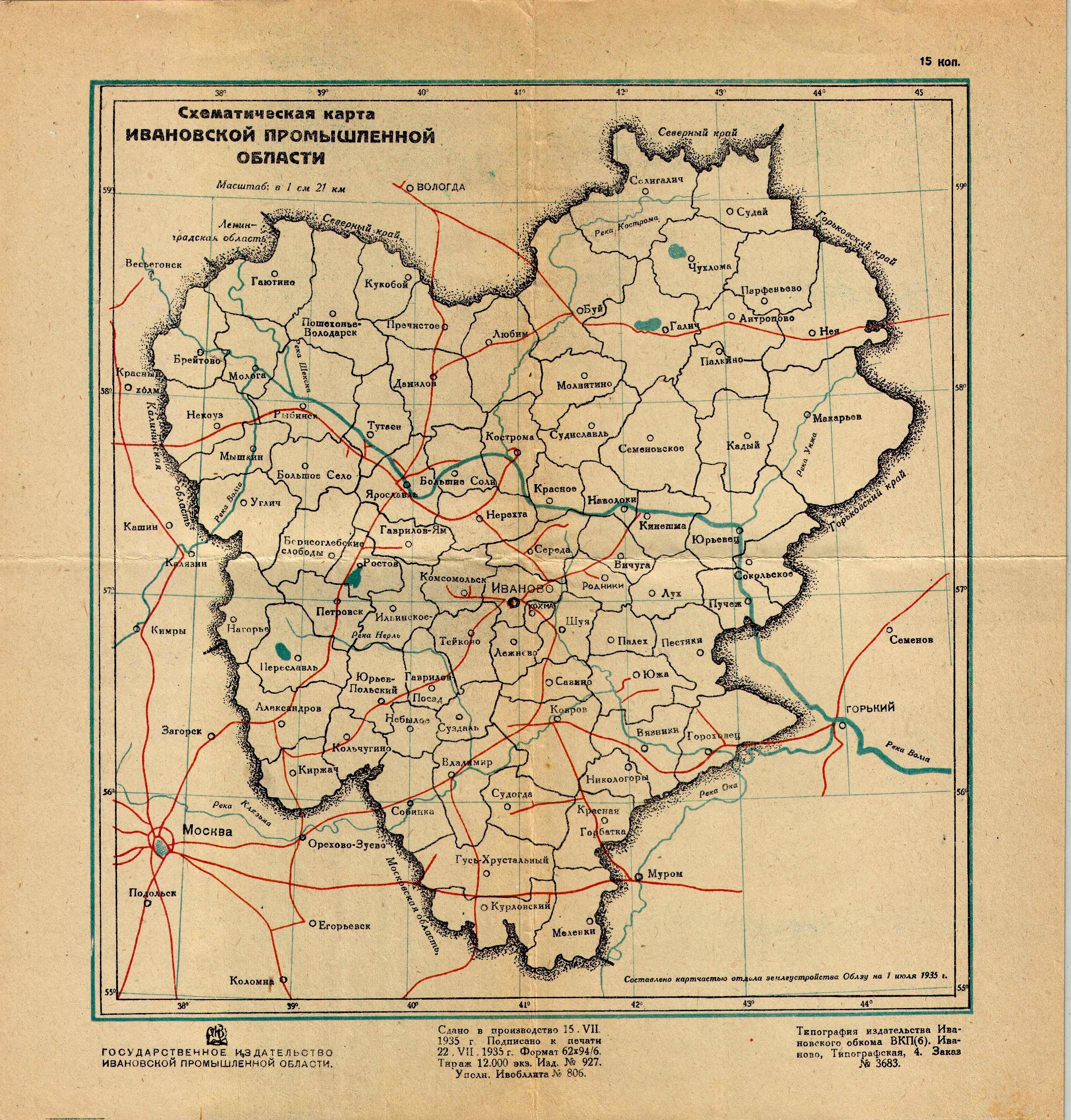
Карта Ивановской Промышленной области. 1935 год

Топонимия Ивановской области — совокупность географических названий, включающая наименования природных и культурных объектов на территории Ивановской области.
Регион с соответствующим названием впервые появился в 1918 году. 20 июня 1918 года постановлением коллегии при народном комиссаре по внутренним делам РСФСР была утверждена Иваново-Вознесенская губерния с центром в городе Иваново-Вознесенске в составе территорий, определённых III съездом Советов Иваново-Кинешемского района. Некоторое время после своего появления новая губерния называлась Ивановской, но очень быстро название сменили на Иваново-Вознесенскую.
В январе 1929 года после ликвидации губерний Иваново-Вознесенск становится центром новой Ивановской промышленной области (ИПО), объединившей территории бывших Иваново-Вознесенской, Владимирской, Костромской и Ярославской губерний.
11 марта 1936 года из состава Ивановской промышленной области была выделена Ярославская область, а оставшаяся часть переименована в Ивановскую область.
С тех пор наименование региона не изменялось.

## История формирования
Согласно оценке В. А. Жучкевича, Ивановская область относится к топонимическому району «Север Европейской части России». В этом регионе большинство топонимистов выделяет три основных топонимических пласта:
1. волго-окский
2. финно-угорский
3. славянский (позднейший).

Такой тип топонимической стратиграфии обусловлен богатой историей региона. Так, с VI века край достаточно плотно заселяется финно-угорскими племенами меря (запад, центр — «ростовская» меря и север региона — «костромская» меря), мурома (юго-восток: низовья рек Лух и Теза) и мари (восток). В IX—X веках по двум направлениям началось массовое переселение славян на территорию края. С запада и юго-запада, из Владимиро-Суздальского Ополья, шли кривичи с небольшой долей словен. Их движение шло по рекам Нерли и Ирмесу, затем по долинам рек Раёк и Койки в направлении озёр Сахтыш и Рубского, а также по рекам Уводи и Тезе. С этими переселенцами связаны самые ранние славянские памятники области, которые находятся в юго-западной её части. С северо-запада в приволжские районы, из Новгородской земли, двигались словене вместе со славянизированными балтскими и финскими племенами. Эти потоки сталкивались в центре области. Со стороны Городца шло переселение на восточные территории области. Все эти процессы нашли своё отражение в топонимии.

## Состав
По состоянию на 28 марта 2023 года, в Государственном каталоге географических названий в Ивановской области зарегистрировано 4146 названий географических объектов, в том числе — 3047 названий населённых пунктов. Ниже приводятся списки топонимов крупнейших природных объектов и населённых пунктов области с указанием их вероятной этимологии и происхождения.

### Гидронимы

#### Потамонимы
- Волга — название произошло от праславянского *Vьlga, ср. во́лглый — волога — влага. В пользу славянской версии происхождения названия говорит наличие рек Vlha[9] в Чехии и Вильги в Польше[10][11]. Поскольку верховье Волги находится в зоне, где широко представлена гидронимия балтского происхождения, предложена этимология из балтийских языков: ilga «длинный, долгий» → оз. Волго → р. Волга[12]; valka «ручей, небольшая река»[13]. Альтернативные версии выводят название реки из прибалтийско-финских (фин. valkea, эст. valge «белый», ср. Вологда) и марийского (др.-марийск. *Jylγ (из тюрк.), совр. мар. Юл; мар. Волгыдо «светлый») языков.
- Шача — по оценке Г. П. Смолицкой, в основе гидронима можно видеть апеллятив -шат, известный в значении «устье, слияние рек», «рукав реки» или «холм, пригорок»[14].
- Мера — по некоторым оценкам, своё название река получила по племени меря. В то же время О. Д. Федченко отмечает, что гидроним Мера встречается на территории Вильнюсского уезда в Литве, где меря отсутствовала. А. Ванагас сравнивает с Mara и связывает происхождение с mãrios «море, болото». Однако этимология этих гидронимов скрыта в балтском глаголе mirt̃ i, mi̇̀ra (mir/mer/mar) со значением «исчезать» (nykti), «расползаться» (irti), «растаивать, растворять, слабеть, быть сильным» (два последних противоречивых определения, как нельзя лучше отражают характеристику реки — и мели, и перекаты, и участки с быстрым течением)[15].
- Ёлнать — значение не установлено.
- Кинешемка — название имеет финно-угорское происхождение и означает «тёмная глубокая вода» или «тихая спокойная гавань»[16]. Окончание (формант) -ма часто встречается в названиях рек и речек на территории современных Ярославской, Костромской, и Ивановской областей. В Переписной книге города Кинешмы и Кинешемского уезда 1646 года переписи Никифора Нармацкого и подьячего Родиона Данилова[17] река неоднократно упоминается только как «Кинешма». Позднее реку стали именовать Кинешемка. Предположительно, вначале Кинешемкой именовалась только нижняя часть реки в черте города, но постепенно, уменьшительная форма названия распространилось на всю реку — по аналогии с рекой Костромой, которая в черте города Костромы издавна зовётся Костромка, но поскольку река весьма протяжённая, за пределами города она по-прежнему именуется Костромой[18].
- Клязьма — по предположению краеведа А. Ф. Малявко, название реки Клязьма имеет финно-угорское происхождение и может быть переведено как «место, богатое рыбой» («kalaisa maa»)[19]. По другой версии, название имеет балтское происхождение и происходит от слова klėizoti — тащиться, ковылять, что создает образ движения неторопливой, извилистой реки[20].
- Нерль — согласно мнению О. Д. Федченко, происхождение гидронима связано с глаголом nerti, neria, причём в обоих ипостасях, предлагаемых исследователями. Как отмечал В. Н. Топоров, оба глагола едины в своей основе, хотя это их единство, их общий семантический множитель должны быть открыты и сформулированы. Как раз в рассматриваемом гидрониме, такое единство присутствует — и углублять, и погружать, и связывать (два берега), и резать, и драть (все эти глаголы мы наблюдаем в изучаемых гидронимах)[21].
- Уводь — происхождение гидронима связано с глаголом vèsti (vẽda, vẽdė) и деривативным рядом vadžióti, vãdė, дающими обобщающее значение «водный канал, слабеющее течение, распространяющаяся, заливающая». Однокоренные гидронимы Vad широко распространены в Прибалтике. Первый элемент представлен префиксом au- (соответствует в славянском у-), широко встречающемуся в балтском ареале. Префикс pa- используется с рассматриваемым глаголом в гидрониме Поведь[22].
- Вязьма — гидроним от русского вязь, вязье — «болото, топь». Предлагаемое В. А. Никоновым сопоставление с Клязьма (для выделения форманта -язьма?) не убеждает в финно-угорском происхождении названия[23].
- Теза — этимология гидронима связана с глаголом tèžti, tẽžo (tižti, -o) — «размягчать, исчезать», (irti) — «осыпаться, слабеть». Однокоренные гидронимы встречаются в Поочье (Теза, Тесна), Поднепровье (Тезна, Тесь), Прибалтике (Tenža)[24].
- Лух — гидроним известен в форме Луг (Материалы генерального межевания России XVIII в.), но никакого отношения к пастбищным угодьям не имеет. По мнению Г. П. Смолицкой, в нём можно увидеть фино-угорское -уг (-юг) — «река», при этом начальное л остаётся необъяснимым. Поблизости фиксируется несколько гидронимов подобного типа — Тетрух, Тюлех (Тюлиг) и т. д. Изменение конечного г в х может быть объяснено местной диалектной особенностью, наряду с зафиксированным аканьем[25].

### Ойконимы
- Вичуга — город назван по имени железнодорожной станции (первоначальное её название Новая Вичуга)[26]. Станция же своим названием обязана старейшему населённому пункту окрестностей — селу Вичуге (в 1938 году бывшее село преобразовано в посёлок Старая Вичуга)[27]. Название села по реке Вичуга (правый приток Волги). В гидрониме выделяется древняя финно-угорская основа вич- (ср. Виче, марийское название реки Вятка) и формант -юга, -южа — «река»[28].
- Гаврилов Посад — упоминается в договорной грамоте 1434 года как село Гавриловское. Предположительно село основано в XIII веке и названо великим князем Владимирским Всеволодом Большое Гнездо по имени его сына Святослава, имевшего также христианское имя Гавриил. В 1608 году упоминается как Гавриловская слобода, в 1789 году — Гавриловский посад; с конца XIX века — город Гавриловский Посад; в XX веке — город Гаврилов Посад[23].
- Заволжск — возник в 70-х годах XIX века на левом берегу реки Волга, то есть в 3аволжье как промышленный район города Кинешма. 20 февраля 1934 года Президиум ВЦИК постановил «Образовать рабочий посёлок под наименованием Заволжье в составе следующих населенных пунктов Кинешемского района: при химзаводе и фабриках „Фибра“ и „Приволжанка“, Кужлевки, Жилинского, Тихомировского, Нового, Чирковского, Алексинского, Владычного, Чиркова, Скрипцова, Жилина, Уракова, Мяснева и Рябининского с заволжской больницей»[29]. С получением статуса города 4 октября 1954 года был переименован в Заволжск.
- Иваново — первое известное письменное упоминание относится к 1608 году: в книгах Троице-Сергиевой лавры Иваново фигурирует как село Ивановское. В начале XVII века и ранее Иваново ещё не обладало устоявшимся названием, встречались также названия Иваново-Кохомское, Ивановское-Кохомское и Иваново[30]. К середине XIX века на месте современного города сформировалось несколько текстильных слобод, которые в 1853 году были объединены в Вознесенский посад. Название «Вознесенский» было присвоено по церкви Вознесения Господня. Рядом с посадом находилось село Иваново, где также развивалась текстильная промышленность. В 1871 году путём слияния посада и села был образован город Иваново-Вознесенск, который в 1932 году был переименован в Иваново[31].
- Кинешма — согласно одной из наиболее вероятных версий, ойконим имеет финно-угорское происхождение и означает «тёмная глубокая вода» или «тихая спокойная гавань»[16]. Окончание (формант) -ма часто встречается в названиях рек и речек на территории современных Ярославской, Костромской, и Ивановской областей. По местной топонимической легенде, название приурочено к разбойничьему эпосу. Когда Степан Разин и пленённая им персидская княжна ехали по Волге мимо Решмы, княжна сказала Разину: «Режь мя» (режь меня), а когда — мимо Кинешмы, она сказала: «Кинешь мя» (кинешь меня). Ономаст В. А. Никонов отмечал, что пленница-шемаханка не говорила на церковнославянском, а Разин никогда не поднимался так высоко по Волге. Историк-краевед Н. А. Зонтиков называет эту легенду типичным примером народной «наивной» этимологии. Возникновению легенды могло способствовать и то, что в разговорной речи местные жители старшего поколения нередко произносят «Кинешмя», «Решмя»[18].
- Комсомольск — возникновение города связано со строительством Ивановской ГРЭС, начавшегося летом 1927 года в соответствии с планом ГОЭЛРО. Стройка была объявлена «комсомольской» и дала именование рабочему посёлку. 26 января 1931 года пленум поселкового Совета строительства ИвГРЭС рассматривал вопрос о названии посёлка, и единогласно было принято решение назвать посёлок Комсомольском. Рождение нового посёлка было законодательно закреплено постановлением Президиума ВЦИК от 20 ноября 1931 года. Со временем посёлок энергетиков слился с посёлком железнодорожников. 28 августа 1950 года рабочий посёлок Комсомольск указом Президиума Верховного Совета РСФСР был преобразован в город районного подчинения[32].
- Кохма — в документе 1619 года упоминается как село Рождествено-Кохма. Первое название по церкви во имя Рождества Христова, издавна существовавшей в селе. Второе название, видимо, по древнему, ещё дорусскому названию местности Кохма (ср. в 10 км село Иваново-Кохма, ныне город Иваново)[33].
- Наволоки — возник как посёлок при основанной в конце XIX века на берегу Волги текстильной фабрики. Название от местного географического термина наволок — «участок земли, на который наносится ил во время разлива; вообще прибрежный земельный участок; выдающийся в море, озеро или реку мыс, коса; вообще крутой берег». С 1938 года город Наволоки[34].
- Плёс — этимологический словарь А. Г. Преображенского устанавливает предположительное первоначальное родство со значением «место, где плескает», так как в плёсах всегда небольшая волна спешит к берегу. По оценке В. А. Никонова, старославянское «плёс» имело значение «озеро», а затем утвердилось вторичное понятие: «отрезок реки от поворота до поворота»[35]. Описание герба города, утверждённого в 1779 году Екатериной Великой, сообщает: «Во 2-й части щита въ серебряномъ полѣ рѣка, съ выходящимъ изъ нея плесомъ, означающее имя сего города»[36]. Имеется в виду песчаная отмель, намываемая рекой Шохонкой (коса Перебор), скрытая сейчас под водой.
- Приволжск — известное с XV века село Яковлевское в советское время было объединено с соседними фабричными селениями в рабочий посёлок Яковлевское. С 1938 года город Приволжск. Название связано с наличием в посёлке льнокомбината «Приволжская коммуна»[37].
- Пучеж — первоначально был слободой Пучище. Название из русского пучить «выпялить, вздымать, горбить», что могло быть связано с рельефом берега, или из пучина «омут, водоворот», что могло характеризовать русло реки. В 1793 году слобода стала городом Пучеж[38].
- Родники — упоминается как Ро0нцкц в 1606 п Ёазвание отрусск. ро0ншк <<естественный источник; место вьхода фунтовь1х вод>. с 1918 п гор. с тем хе названием[39].
- Тейково — по одной из версий, название имеет финно-угорские корни. Согласно В. И. Далю «тайка (тейка) — лесная деревня, лесное поселение, лесная, но обжитая глушь». Краевед Евгений Смолин полагает, что Тейково в 1608—1612 годах являлось временным местом пребывания поляков и связывает это название с польским архаичным словом «tekovo» — «текучее место»[40]. Согласно Е. М. Поспелову, название Тейково происходит от формы Тейка редкого женского имени Аргентея, упоминаемого в Словаре русских личных имён Н. А. Петровского[41].
- Фурманов — город образован в 1918 году путём слияния нескольких сёл и унаследовал название одного из них — Середа. Ойконим по дню недели среда и был присвоен селу потому, что в нём по средам бывали базары. В 1942 году город переименован в Фурманов в память о писателе Д. А. Фурманове [42].
- Шуя — название упоминается в нижегородской летописи под 1393 годом, а с 1403 года известна фамилия князей Шуйских, образованная от названия селения. Название по расположению селения при впадении реки Шуя в реку Теза (левый приток Клязьмы); гидроним Шуя (переводится как «левый» со старо-славянского языка, так как старая часть Шуи расположена на левом возвышенном берегу реки Тезы). Как город впервые упоминается в 1539 году, а до этого времени он некоторое время был известен как Борисоглебская слобода, называвшаяся по церкви благоверных князей Бориса и Глеба[43].
- Южа — в дарственной грамоте князя Пожарского 1557 года упоминается Южский рубеж, название которого представляет собой русское прилагательное от древнего финно-угорского гидронима Юг или Юга — «река» (ср. Волжский от Волга). По этому рубежу получило название село Южа (упоминается в 1628 году). По селу и исходный гидроним бьл превращён в Южа. С 1925 года город Южа[44].
- Юрьевец — основан как укрепление в 1225 году и назван Юрьев-Поволжский (в отличие от городов Юрьев-Польской и Юрьев-Ливонский — ныне Тарту, Эстония). Уже с середины XVI века получает распространение название Юрьевец, где отличие достигается не определением, а с помощью суффикса -ец, широко распространённого в русской топонимии (ср. Переяславль — Переяславец, Ростов — Ростовец и др.). С XVI века по 1796 год официально назывался Юрьевец-Повольский[45].